# Olle Ångest
Olle Ångest är vän till huvudpersonen i serien Klas Katt av poeten och serieskaparen Gunnar Lundkvist. I vissa avsnitt är det Olle som handlingen i mångt och mycket kretsar kring. Olle är en ångestfylld antropomorf hund som har en liten mustasch och som till skillnad från Klas går klädd i ljusa kläder. Olle är neurotisk och hamnar en tid på sinnessjukhus. Han gifter sig därefter med sin sambo Ulla Migrän, som jobbar på AB Grisfett & Son. Olle försöker bland annat försörja sig som kulturarbetare, men har svårt att lyckas, och lever därför ofta på socialbidrag. När han en gång på socialkontoret försöker undvika att framstå som en dagdrivare, och säger att han arbetar med en roman som han har funderingar kring, drar de in socialbidraget och hänvisar honom till arbetsförmedlingen eftersom han då räknas som kulturarbetare. I en episod får han besök av sin pappa, som behandlar Olle och hans sambo ganska hänsynslöst.